# جارز
جارز (به عربی: جارز) یک روستا در سوریه است که در ناحیه مرکزی اعزاز واقع شده‌است. جارز ۹۴۵ نفر جمعیت دارد.